# Бад-Лаутерберг (Гарц)
Бад-Лаутерберг (нем. Bad Lauterberg) — город в Германии, в земле Нижняя Саксония.
Входит в состав района Остероде. Население составляет 11 124 человека (на 31 декабря 2010 года). Занимает площадь 41,54 км². Официальный код — 03 1 56 002.
Город подразделяется на 4 городских района.
| Год  | Население |
| ---- | --------- |
| 1990 | 13 114    |
| 1995 | 13 022    |
| 2000 | 12 291    |
| 2005 | 11 803    |
| 2010 | 11 257    |

Примечания
1. ↑  Landesbetrieb für Statistik und Kommunikationstechnologie Niedersachsen – Bevölkerungsfortschreibung. Дата обращения: 9 января 2012. Архивировано из оригинала 6 февраля 2016 года.